# 양산 통도사 극락전
양산 통도사 극락전(梁山 通度寺 極樂殿)은 대한민국 경상남도 양산시 하북면 지산리, 통도사에 있는 건축물이다. 
1981년 12월 21일 경상남도의 유형문화재 제194호 극락전로 지정되었다가, 2018년 12월 20일 현재의 명칭으로 변경되었다.

## 개요
통도사는 승주 송광사, 합천 해인사와 더불어 우리나라 3대 사찰중 하나로 경내는 크게 상로전, 중로전, 하로전으로 나뉜다. 극락전은 하로전의 중심건물인 영산전 동쪽에 있는데 고려 공민왕 18년(1369)에 성곡대사가 지었다고 전한다.
앞면 3칸·옆면 3칸으로 지붕 옆모습이 여덟 팔(八)자 모양인 팔작지붕으로 되어 있다. 지붕을 받치기 위해 장식하여 만든 공포는 기둥 위와 기둥 사이에도 있는 다포계 양식의 건물이다. 내부에는 아미타불상을 모시고 있으며 벽은 모두 불화와 산수화로 그려져 있다.
통도사 극락전은 비교적 규모가 작은 건물이지만 건물의 짜임새와 외관이 뛰어난 건물로 18세기 후반의 양식을 나타낸다.

## 같이 보기
- 통도사

## 참고 자료
- 양산 통도사 극락전 - 국가유산청 국가유산포털